# 阿尔米诺—阿方索
阿尔米诺—阿方索是巴西北大河州的一个市镇。总面积128029平方公里，总人口4880人，人口密度38.12人/平方公里。